# Paul Biya
Paul Biya, de nom complet Paul Barthélemy Biya'a bi Mvondo (Mvomeka'a, 13 de febrer de 1933), és un polític camerunès que és President del Camerun des del 6 de novembre de 1982. Abans, des del 1975, fou Primer Ministre.
Els anys vuitanta, Biya va introduir algunes reformes polítiques, tot i sense sortir del règim de partit únic amb el qual controlava el país. A principis dels anys noranta, pressionat, va acceptar d'autoritzar els partits polítics i el 1992 va guanyar les seves primeres eleccions amb el 40% dels vots. Fou reelegit amb majories còmodes el 1997, el 2004 i el 2011, tot i que l'oposició i els governs d'Occident han denunciat irregularitats i frau en cada una d'aquestes convocatòries.
Biya ha mantingut una relació molt estreta amb França, l'antiga potència colonial del Camerun.